# 唐国俊
唐国俊（1924年—2018年8月16日），男，广东新会人，中华人民共和国政治人物，曾任中国致公党中央委员会常务委员、广东省委员会主任委员，第七、八届全国政协委员。